# Böðvar Böðvarsson
Böðvar Böðvarsson (ur. 9 kwietnia 1995 w Hafnarfjörður) – islandzki piłkarz występujący na pozycji obrońcy.

## Kariera klubowa
Wychowanek szkółki piłkarskiej klubu Fimleikafélag Hafnarfjarðar z rodzinnego miasta Hafnarfjörður. Początkowo szkolono go do gry na pozycji napastnika. W wieku 10 lat doznał poważnego złamania lewej nogi, po którym zmuszony był przejść roczną rekonwalescencję. Po powrocie do treningów został przesunięty do formacji obronnej. W 2013 roku włączono go do składu pierwszego zespołu. 20 lipca 2013 zadebiutował w Úrvalsdeild w wygranym 4:0 meczu przeciwko Keflavík ÍF, w którym wszedł na boisko w 75. minucie za Björna Daníela Sverrissona. W sezonie 2014 rozpoczął regularne występy w islandzkiej ekstraklasie. W kwietniu 2014 roku wywalczył Puchar Ligi Islandzkiej po wygranej w meczu finałowym z Breiðablik UBK (4:1). W lipcu 2014 roku zadebiutował w europejskich pucharach w spotkaniu przeciwko Glenavon FC (3:0) w kwalifikacjach Ligi Europy UEFA 2014/15. W 2015 roku zdobył z FH tytuł mistrza kraju. W lutym 2016 roku wypożyczono go do FC Midtjylland (Superligaen), gdzie nie rozegrał żadnego ligowego meczu i po 3 miesiącach powrócił do macierzystego klubu. W sezonie 2016 wywalczył on drugie w karierze mistrzostwo Islandii.
W lutym 2018 roku Böðvarsson podpisał trzyipółletni kontrakt z Jagiellonią Białystok prowadzoną przez Ireneusza Mamrota. 5 marca 2018 zadebiutował w Ekstraklasie w wygranym 2:0 meczu z Wisłą Kraków, w którym wszedł na boisko w 90. minucie za Przemysława Frankowskiego.

## Kariera reprezentacyjna
W 2014 roku rozegrał 2 spotkania w reprezentacji Islandii U-19. W latach 2015–2016 występował w kadrze U-21, w której zanotował 11 występów.
W styczniu 2017 roku otrzymał od selekcjonera Heimira Hallgrímssona pierwsze powołanie do seniorskiej reprezentacji Islandii na towarzyski turniej China Cup. 10 stycznia 2017 zadebiutował w drużynie narodowej wygranym 2:0 meczu przeciwko Chinom w Nanningu.

## Sukcesy
Fimleikafélag Hafnarfjarðar
- mistrzostwo Islandii: 2015, 2016
- Puchar Ligi: 2014